# 福島市立野田小学校
福島市立野田小学校（ふくしましりつ のだしょうがっこう）は、福島県福島市にある公立小学校である。

## 概要
福島市街地西側の吾妻地区東部を通学区域とし、JR東日本笹木野駅北側の住宅地に位置する。2020年5月1日現在、27学級719名の児童が在籍する。

## 沿革
- 1873年（明治6年）12月14日 - 笹木野小学校として創立する[2]。
- 1898年（明治31年）9月30日 - 高等小学校が併置される。
- 1909年（明治42年）1月19日 - 農業補習学校が併置される。
- 1947年（昭和22年）4月1日 - 学制改革により信夫郡野田村立野田小学校へ改称される。
- 1956年（昭和31年）9月30日 - 野田村が周辺の他村と合併し吾妻村となったため、信夫郡吾妻村立野田小学校へ改称される。
- 1962年（昭和37年）11月1日 - 吾妻村が町制施行したことにより、信夫郡吾妻町立野田小学校へ改称される。
- 1968年（昭和43年）10月1日 - 吾妻町が福島市に編入されたため福島市立野田小学校へ改称される。
- 1980年（昭和55年）1月30日 - 南側校舎の三階かさ上げ工事が竣工する。
- 1997年（平成9年）3月3日 - 屋内運動場が竣工する。
- 2014年（平成26年）3月14日 - RC造三階建の北側校舎が竣工する。

## 教育方針
教育目標
- よく考え　学び合う子
- すなおで思いやりのある子
- 健康で　たくましい子

## 通学区域
- 吾妻地域
  - 上野寺
  - 笹木野
  - 八島田（福島市立清水小学校通学区域を除く）
  - 下野寺
  - 東中央（2・3丁目）
  - 西中央（1～5丁目）
  - 南中央（2～4丁目）
  - 北中央（1～3丁目）

## 進学先中学校
- 福島市立野田中学校[4]

## 学区 / 校区内の主な施設
- 国道13号福島西道路
- 福島県道310号庭坂福島線
- JR笹木野駅
- 野田中央公園
- 福島製鋼
- 福島西部病院

## アクセス
- 東日本旅客鉄道（JR東日本）奥羽本線笹木野駅より徒歩8分。